# Katastrofa lotu TransAsia Airways 222
Katastrofa lotu TransAsia Airways 222 wydarzyła się 23 lipca 2014 roku. W katastrofie samolotu TransAsia Airways zginęło 48 osób, a 15 osób zostało rannych.

## Katastrofa
Katastrofie uległ samolot ATR 72-500 należący do linii lotniczych TransAsia Airways, który swój pierwszy lot wykonał 14 czerwca 2000 roku. Samolot wystartował 23 lipca 2014 z lotniska w Kaohsiungu z opóźnieniem ze względu na złe warunki atmosferyczne. W drodze na Magong pilot zgłaszał problemy i poprosił o pozwolenie na lądowanie awaryjne, na które otrzymał zgodę. Przy drugim podejściu samolot znikł z radarów i rozbił się w Magong na wyspie Peskadorów. Na pokładzie samolotu było 4 członków załogi i 54 pasażerów. Spośród wszystkich osób na pokładzie zginęło 48 osób, w tym dwóch cudzoziemców. Katastrofę przeżyło 10 osób.

## Narodowości pasażerów i załogi
| Kraj    | Pasażerowie | Załoga | Razem |
| ------- | ----------- | ------ | ----- |
| Tajwan  | 52          | 4      | 56    |
| Francja | 2           | -      | 2     |
| Razem   | 54          | 4      | 58    |